# Vojislav Gološin
Vojislav Gološin (ur. 27 lutego 1930 w Melenci) – jugosłowiański zapaśnik walczący w stylu klasycznym. Olimpijczyk z Rzymu 1960, gdzie zajął 22 miejsce w kategorii do 62 kg.
Zajął czwarte miejsce na mistrzostwach świata w 1958 roku.